# Masiripius lugubris
Masiripius lugubris är en insektsart som beskrevs av William Lucas Distant 1918. Masiripius lugubris ingår i släktet Masiripius och familjen dvärgstritar. Inga underarter finns listade i Catalogue of Life.